# Magyar Balázs (labdarúgó)
Magyar Balázs (Nyírbátor, 1956. július 17. – Debrecen, 2023. március 28.) magyar labdarúgó, csatár, edző.

## Pályafutása
A Diósgyőri VTK csapatának labdarúgója volt.
Az 1977–78-as kupagyőztesek Európa-kupájában négy mérkőzésen szerepelt. Az első fordulóban a török Besiktas volt az ellenfél, aki Isztambulban 2–0-s előnyt szerzett. A visszavágón a DVTK 5–0-ra győzött. A második fordulóban a jugoszláv Hajduk Split ellen csak tizenegyesekkel maradtak alul és estek ki.
Az 1978–79-es bajnoki idényben 26 mérkőzésen szerepelt, nyolc gólt szerzett és bronzérmet nyert a csapattal. A bajnoki sikernek köszönhetően az UEFA kupában indult a csapat. Az első fordulóban a Rapid Wien, a második fordulóban a skót Dundee United csapatán is sikerrel túl jutott a diósgyőri csapat. Az ezt követő fordulóban a Kaiserslautern együttese megállította a DVTK-t.
1981–ben az Ózdi Kohász, 1983 és 1986 között a Debreceni MVSC játékosa volt.

## Sikerei, díjai
- Magyar bajnokság
  - 3.: 1978–79